# پیام‌نما
پیام‌نما (به انگلیسی: teletext) سامانه‌ای است که اطلاعات مورد نیاز روزانه را از قبیل اجناس و ساعت پرواز هواپیما و اخبار مهم سیاسی و اجتماعی را به‌صورت نوشته، بر روی صفحهٔ تلویزیون ظاهر می‌کند.
پیام‌نما امکانی است که در تلویزیون‌های دیجیتال و آنالوگ به کار گرفته شده‌است. می‌توان گفت تلتکست نشریه‌ای الکترونیکی است که توسط تلویزیون قابل دریافت است. این فناوری اولین بار در سال ۱۹۷۰ و در کشور بریتانیا استفاده شد.

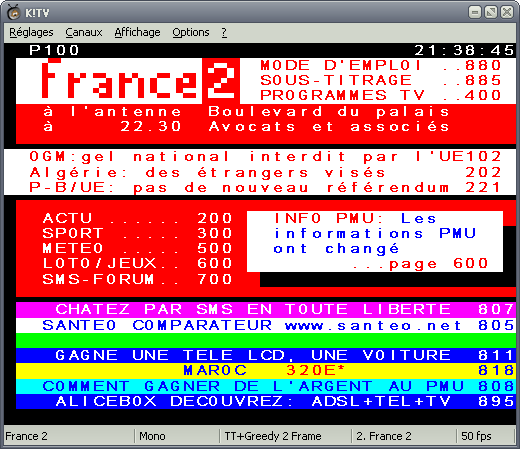
یک نمونه از پیام‌نما

## در ایران
تله‌تکست در ایران با نام شبکهٔ پیام سیما در ۳۰ مهر ۱۳۷۴ به صورت ویدیوتکست و با پخش روزانه یک ساعت آغاز به کار کرد. به تدریج با تجهیز گیرنده‌های تلویزیونی به رمزگشا تله‌تکست به صورت ۲۴ ساعته و به دو زبان فارسی و انگلیسی پخش شد.

تله تکست شبکه سه صداوسیمای جمهوری اسلامی ایران

تله‌تکست به زبان انگلیسی در سال ۱۳۷۴ راه‌اندازی شد. چون زبان اصلی تله‌تکست به انگلیسی بود و نیازی به رمزگشا نداشت؛ به همین علت زودتر از تله‌تکست فارسی راه‌اندازی شد. تله‌تکست یا پیام‌نمای فارسی در سال ۱۳۷۷ به بهره‌برداری رسید. علت فاصلهٔ زمانی بین راه‌اندازی پیام‌نمای فارسی و انگلیسی به این علت بود که راه‌اندازی پیام‌نما به زبان فارسی، نیازمند طراحی فونت و نرم‌افزار اختصاصی و ویژه داشت. در نهایت پیام‌نما به زبان فارسی به طور رسمی از ۲۷ فروردین ۱۳۷۷ آغاز به کار کرد.
هدف از تشکیل شبکهٔ پیام، افزایش و ارتقای سطح آگاهی عمومی از طریق ارائه اخبار، اطلاعات و نیازمندی‌های عمومی بود. از ۲۵ آذر ۱۳۹۴ سیستم پیام‌نمای تلویزیون به حالت تعلیق درآمد و اطلاعات آن به‌روزرسانی نشد. این موضوع گمانه‌زنی دربارهٔ تعطیلی پیام‌نما را افزایش داد.
در صداوسیمای جمهوری اسلامی ایران تاکنون شبکه های دو،سه،پنج،قرآن و پویا از این سامانه استفاده کرده اند اما در حال حاضر هیچ شبکه تلویزیونی ایران از این سامانه استفاده نمی کند و تله‌تکست شبکه های ذکر شده نیز از دسترس خارج شده اند و فعالیتی ندارند.